# Siramesina
La siramesina (abreviado Lu 28-179) es un agonista del receptor sigma, selectivo para el subtipo σ2. En estudios con animales, se ha demostrado que la siramesina produce efectos ansiolíticos y antidepresivos. Fue desarrollado por la compañía farmacéutica H Lundbeck para el tratamiento de la ansiedad, aunque el desarrollo se interrumpió después de que los ensayos clínicos mostraran una falta de eficacia en humanos.
Hay evidnecias que la siramesina produce un efecto antidepresivo mejorado cuando se administra junto con antagonistas de NMDA. También se ha utilizado para estudiar la actividad σ2 de la cocaína, y se ha demostrado que produce propiedades anticancerígenas tanto in vitro como in vivo.

## Cáncer
La siramesina es un compuesto desestabilizador de lisosomas, por lo que puede promover un aumento en la permeabilización de la membrana de los lisosomas, la pérdida de potencial de la membrana mitocondrial con la liberación de especies reactivas de oxígeno y la peroxidación lipídica en células de leucemia linfática crónica (LLC). El tratamiento combinado de siramesina con lapatinib puede inducir ferroptosis de células de cáncer de mama al promover la expresión de factores de transcripción. Este cotratamiento con siramesina hace que las células de cáncer de mama triple negativo (TNBC) resistentes sean sensibles a los inhibidores de CDK4/6. La siramesina también puede desencadenar la muerte de células lisosomales en células cancerosas resistentes a la apoptosis y resistentes a múltiples fármacos al atacar la esfingomielinasa ácida.